# Manfred Ludwig Mayer
Manfred Ludwig Mayer (* 11. April 1934 in Magdeburg; † 1. November 2020) war ein deutscher Politiker der SPD.

## Ausbildung und Beruf
Nach der Volksschule und dem Gymnasium, das er 1949 mit der Obersekundareife beendete, absolvierte Manfred Ludwig Mayer eine technische Lehre, die er mit der Facharbeiterprüfung abschloss. Von 1952 bis 1962 arbeitete er als Elektrotechniker. 
1964 beendete er eine Berufsberaterausbildung. Danach war er als Berufsberater tätig. Von 1968 bis 1980 war Mayer Leiter einer Arbeitsgruppe für zentrale berufskundliche Maßnahmen und Ausstellungen und zuletzt war er Angestellter des Landesarbeitsamtes NRW. 1982 ließ er sich beurlauben.

## Politik
Manfred Ludwig Mayer war seit 1961 Mitglied der SPD. Von 1965 bis 1980 war er Schiedsmann und von 1970 bis 1980 Vorsitzender der Schiedsmannsvereinigung für den Landgerichtsbezirk Düsseldorf. Er war von 1969 bis 1980 Mitglied des Rates der Stadt Düsseldorf.  
Mayer übernahm 1988 den Vorsitz des Kreisverbandes der Arbeiterwohlfahrt Düsseldorf und stand diesem bis 1997 vor. Zum Abschluss seiner Tätigkeit wurde er einstimmig zum Ehrenvorsitzenden gewählt.
Er war außerdem stellvertretender Vorsitzender des Beirates der Justizvollzugsanstalt Düsseldorf und Mitglied des Studentenwerkes Düsseldorf. 
Manfred Ludwig Mayer war vom 29. Mai 1980 bis zum 31. Mai 1995 direkt gewähltes Mitglied des 9. 10. und 11. Landtags von Nordrhein-Westfalen für den Wahlkreis 048 Düsseldorf V.

## Ehrungen
- 1982: Verdienstkreuz am Bande der Bundesrepublik Deutschland
- 1990: Verdienstkreuz 1. Klasse der Bundesrepublik Deutschland[1]
- 2001: Verdienstorden des Landes Nordrhein-Westfalen[1]
- Ehrenring des Rates der Stadt Düsseldorf[1]